# アルホルツェン
アルホルツェン (ドイツ語: Arholzen) は、ドイツ連邦共和国ニーダーザクセン州ホルツミンデン郡に属す町村（以下、本項では便宜上「町」と記述する）で、シュタットオルデンドルフを本部所在地とするザムトゲマインデ・エッシャースハウゼン＝シュタットオルデンドルフを構成する自治体の一つである。

## 地理

### 位置
アルホルツェンはゾリング＝フォーグラー自然公園の辺縁部に位置し、ニーダーザクセン州南部のヴェーザーベルクラント地方に属す。

### 隣接する市町村
この町は、西はベーヴェルン、北はネーゲンボルンとシュタットオルデンドルフ、東はデーンゼン、南は市町村に属さない地域と境を接している。

## 歴史
アルホルツェンは、ケルスカー族の入植地域であるザクセンのエンゲルン地方に建設された。村の成立は、いわゆる第二次入植時代（500年 - 900年）に含まれる800年以前であったと推定されている。当時の村落には -hausen（短縮されて -sen）が語尾に付く地名がつけられた。この村の最初の記録はコルヴァイ修道院への寄進記録（日付はないが、891年から1037年までの間のものである）に記されている。この修道院は Adololdeshusen に30モルゲンの土地と、一面の畑を有していた。この村は、1150年にはホムブルク領主家に属すヒルデスハイムのレーエンとして Odololdeshem という名で記録されている。当時のヴィンツェンブルク伯ヘルマン2世（1152年1月29日没）は、ホムブルク城をヒルデスハイム司教に寄進し、レーエンとしてこれを再び受け取った。1150年5月8日のこの記録がアルホルツェンの成立に関わる最初の精確な記録である。1166年の文書には、バイエルンとザクセンの公であるハインリヒ獅子公が Adelloldessen の畑、原野、森を含む所有地をアーメルングスボルン修道院に寄贈したと記されている。
アルホルツェンは1493年に荒廃した。住民達はこの村を見放して、近隣の村やシュタットオルデンドルフの保護下にある土地へ移り住んだ。しかしその数十年後にブラウンシュヴァイク＝ヴォルフェンビュッテル公ハインリヒ2世（在位: 1514年 - 1568年）によってアルホルツェンへの再入植が行われた。
1618年、三十年戦争が勃発した。戦争初期は、この地域では平和が保たれていた。しかし、1623年7月に皇帝軍の最高指揮官ティリー伯がヴェーザー川沿いのヘクスター近郊に現れた。ヴェーザーベルクラントの最初の試練が始まったのである。アーメルングスボルン修道院は略奪され、シュタットオルデンドルフは包囲されて占領され、周囲の土地は荒廃した。アルホルツェンとその住民も無傷ではいられなかった。特に1626年には通過行軍とそれに伴う略奪によって905ターラーの損害を被ったと記録されている。この地域は7回も戦争被害を受けた。それは恐ろしい飢餓と貧困の時代であった。戦争の間にはオオカミの襲撃やペストがこの地方を支配した。三十年戦争前後には魔女信仰が広まった。フュルステンベルクの行政府は1619年または1620年に以下のような記録を遺している。「Aroldissen のマルガレーテ・シャペルスは魔術を使い、捕縛された。この女は拘禁中は純潔を保つだけでなく、5ターラーの費用を支払わなければならない。」
1807年から1813年までブラウンシュヴァイク公領はジェローム・ボナパルトのヴェストファーレン王国の一部であった。アルホルツェンはライネ県アインベック郡のシュタットオルデンドルフ小郡に属した。旧来の行政区分は廃止された。ブラウンシュヴァイク州が設けられた1832年以後は、6つの郡が行政区分となった。アルホルツェンは、これ以後ホルツミンデン郡に属し、1879年に4つの区裁判所管区に分割された際にはシュタットオルデンドルフ区裁判所管区に属した。
第二次世界大戦中の1941年8月1日にアルホルツェンを含むホルツミンデン郡は、ゴスラー郡と交換されてハノーファー州の一部となった。1945年4月8日、アメリカ軍がこの町に侵攻した。この町は1970年代初めに自治体として独立し、1973年1月1日にザムトゲマインデ・シュタットオルデンドルフ（アルホルツェン、デーンゼン、ハイナーデ、レネ、ヴァンゲルンシュテット）に加盟した。2011年1月1日に、このザムトゲマインデはザムトゲマインデ・エッシャースハウゼンと合併して、ザムトゲマインデ・エッシャースハウゼン＝シュタットオルデンドルフとなった。

### 地名の変遷
| 地名の変遷     | 地名の変遷     |
| 地名           | 時代           |
| -------------- | -------------- |
| Adololdeshusen | 891年 / 1037年 |
| Odololdeshem   | 1150年         |
| Adelloldessen  | 1186年         |
| Adololdesheim  | 1220年         |
| Adeloldessen   | 1237年         |
| Aderoldessen   | 1302年         |
| Aroldissen     | 1494年         |
| Aroldessen     | 1561年         |
| Arholtzen      | 1694年         |
| Arholdsen      | 1755年         |
| Ahrholzen      | 1810年         |
| Arholzen       | 1881年以降     |

### 人口推移
| 人口推移 | 人口推移                                        |
| 年次     | 人口                                            |
| -------- | ----------------------------------------------- |
| 1663年   | 94 人 (125) (14歳以下の子供は数に入っていない） |
| 1793年   | 393 人                                          |
| 1847年   | 560 人                                          |
| 1875年   | 605 人                                          |
| 1885年   | 559 人                                          |
| 1895年   | 600 人                                          |
| 1905年   | 617 人                                          |
| 1925年   | 546 人                                          |
| 1933年   | 520 人                                          |
| 1939年   | 516 人                                          |
| 1950年   | 1017 人                                         |
| 2000年   | 484 人                                          |
| 2003年   | 431 人                                          |
| 2006年   | 423 人                                          |
| 2008年   | 416 人                                          |

## 行政

### 議会
この町の議会は、7議席からなる。

### 首長
第二次世界大戦以後の町長を列記する。
- 1945年 - 1946年　ハインリヒ・ローヤーン
- 1946年 - 1948年　エルンスト・ボーゲンハーゲン
- 1948年 - 1956年　ヴィルヘルム・グルーペ
- 1956年 - 1991年　オットー・ヘッケミュラー (CDU)
- 1991年 - 2001年　ホルスト・ジークマン (CDU)
- 2001年以降　カール・デーネ (SPD)

### 保護自治体
1980年8月29日にアルホルツェンは、シュタットオルデンドルフに駐屯していた第15装甲砲兵大隊が担当する保護自治体となったが、シュタットオルデンドルフ兵営の廃止により、この部隊は現存しない。

## 文化と見所
ヴェーザー自転車道がゾリング＝フォーグラー自然公園の西側をヴェーザー川に沿って延びている。また、観光街道のドイツ・メルヘン街道、ドイツ木組みの家街道、ヴェーザールネサンス街道も同じ場所を通っている。

### 建築
ヴェーザー砂岩の切り出しがアルホルツェンの長年の伝統である。この石の流通は1600年頃にはすでにブレーメンにまで及んでいた。アルホルツェンの砂岩で造られた有名な建造物には、アーメルングスボルン修道院教会、ベーヴェルン城、コルヴァイ修道院、アーレンスブルク城やヴェラ橋（アウトバーンの橋）や、ランゲンマルク戦没者公園（ベルギー）、スメデレヴォ、ビトラ、ナザレといった街、ラベー海軍記念塔およびメルテンオルトUボート記念碑などがある。また、エーファーシュタイン城の建設にもヴェーザー砂岩が用いられている。

## 経済と社会資本

### 交通
アルホルツェンは、シュタットオルデンドルフと連邦道B64号線とを結ぶ州道沿いに位置している。アルホルツェンは、ブラウンシュヴァイク地方バス (RBB) が運行するバス路線によって結ばれている。
また、この町は鉄道アルテンベーケン - クライエンゼン線にあるが、この路線の旅客運行は1987年に廃止された。

### 地元企業
- Tischlerei H. Hausmann（H. ハウスマン家具工房）
- Gebrüder Oppermann Steinsägewerke - Weserhartsandstein GmbH & Co.（オッペルマン兄弟の石材加工＝ヴェーザーハルト砂岩）
- Fuhrunternehmen F. Güldner（F.ギュルトナー運送会社）
- Solling - Naturstein GmbH Sollingsandstein（ゾリング天然石GmbHゾリング砂岩）

## 引用
1. ↑  Landesamt für Statistik Niedersachsen, LSN-Online Regionaldatenbank, Tabelle A100001G: Fortschreibung des Bevölkerungsstandes, Stand 31. Dezember 2023
2. ↑  Akten des Landeshauptarchivs Wolfenbüttel: Akten, den Dreizigjährigen Krieg, insbesondere die kaiserliche Partei betreffend, Nr. 8 und Nr. 12
3. ↑  Erbregister des Amts Fürstenberg von 1584 und 1622
4. ↑  Pfarregistratur zu Stadtoldendorf: Corpus bonorum
5. ↑  Ortschaftsverzeichnisse des Herzogtums Braunschweig auf Grund der Volkszählungen